# Orthotrichum affine
Espèce
Synonymes
- Bryum affine J.F. Gmel. ex Brot.[1]
- Bryum semivacuum Brid.[1]
- Lewinskya affinis (Brid.) F.Lara, Garilleti & Goffinet, 2016 (préféré par NCBI)[2]
- Orthotrichum affine[2]
- Orthotrichum amannii Culm.[1]
- Orthotrichum bequaertii Thér. & Naveau[1]
- Orthotrichum fastigiatum Bruch ex Brid.[1] [3]
- Orthotrichum leptocarpum Bruch & Schimp. ex Müll. Hal.[1]
- Orthotrichum octoblephare Brid.[1] [3]
- Sphagnum semivacuum P. Beauv. ex Paris[1]
- Weissia octoblepharis (Brid.) Roth[1]

Statut de conservation UICN

 LC  : Préoccupation mineure
 Europe 

Orthotrichum affine est une espèce de mousses de la famille des Orthotrichaceae.

## Liste des sous-espèces et variétés
Selon Tropicos (12 décembre 2021) (Attention liste brute contenant possiblement des synonymes) :
- Orthotrichum affine subsp. acuminatum (H. Philib.) Kindb.
- Orthotrichum affine subsp. praemorsum (Venturi) Kindb.
- Orthotrichum affine subsp. sordidum (Sull. & Lesq.) Grout
- Orthotrichum affine subsp. subrivale Kindb.
- Orthotrichum affine var. affine
- Orthotrichum affine var. amannii (Culm.) J.J. Amann
- Orthotrichum affine var. appendiculatum (Schimp.) Venturi
- Orthotrichum affine var. bohemicum Plášek & Sawicki
- Orthotrichum affine var. crassius Grönvall
- Orthotrichum affine var. densum Venturi
- Orthotrichum affine var. fallax (Bruch ex Brid.) Hampe
- Orthotrichum affine var. fastigiatum (Bruch ex Brid.) Huebener
- Orthotrichum affine var. macrocaule Brid.
- Orthotrichum affine var. medium Venturi
- Orthotrichum affine var. microstomum J.J. Amann
- Orthotrichum affine var. neglectum Venturi
- Orthotrichum affine var. obtusifolium Arn.
- Orthotrichum affine var. octoblepharis (Brid.) Brid.
- Orthotrichum affine var. octostriatum Schiffn.
- Orthotrichum affine var. patens (Bruch ex Brid.) Garov.
- Orthotrichum affine var. pulvinatum Venturi
- Orthotrichum affine var. pumilum Brid.
- Orthotrichum affine var. rivale Wilson ex Braithw.
- Orthotrichum affine var. robustum (Limpr.) Warnst.
- Orthotrichum affine var. roellii Bott.
- Orthotrichum affine var. speciosum (Nees) Hartm.
- Orthotrichum affine var. strangulatum Venturi
- Orthotrichum affine var. tenellum Huebener